# Lydia Kyasht

Lydia Kyasht en 1912.

Lydia Kyasht en 1912.

Lydia Georgievna Kyaksht née le 25 [a.s. 12] mars 1885 à Saint-Pétersbourg et morte le 11 janvier 1959 à Londres, est une ballerine et professeur de danse britannique d'origine russe. Elle a été décrite par un critique comme « la plus belle danseuse du monde » en 1914.

## Jeunesse
Lydia Georgievna Kyaksht est née à Saint-Pétersbourg, fille de George Kyaksht et d'Agaffia Poubiloff.
Dès l'âge de huit ans, elle commence à étudier la danse sérieusement. Elle suit une formation de danseuse à l'école impériale de ballet de Saint-Pétersbourg, pendant 8 ans, avec comme professeur Pavel Gerdt, Nikolai Legat, Enrico Cecchetti et Evguenia Sokolova. En 1903, elle fait ses débuts en dansant avec son frère aîné Georgii Kyasht (ru) qui fait également carrière dans le ballet.

## Carrière
Lydia Kyasht danse au théâtre Mariinsky de 1902 à 1908 et avec le ballet du Bolchoï en 1903-1904.
En 1908, elle est engagée dans la troupe de l'Empire Theatre dans le West End, à Londres. Le 17 août 1908, Lydia Kyasht est la première des danseuses russes à faire ses débuts à Londres; Avec son partenaire Adolph Bolm, elle présente un divertissement qui est une série de danses,. Succédant à Adeline Genée, elle en devient la prima ballerina et reste dans la troupe jusqu'en 1912 ou 1913.
Elle « gagne le cœur » de Hugh Lowther qui lui loue une maison à St John's Wood.
Elle danse avec les Ballets russes en 1912-1913. Elle se produit au Coliseum Theatre durant l'hiver 1914,, et à l'Alhambra Theatre à Londres pour Diaghilev, et fait des tournées notamment en Russie (1911, 1916, 1917), aux USA (1913), en Italie.
Sa première représentation à New York a lieu en 1914, lorsqu'elle apparait au Winter Garden Theatre dans une revue de Broadway intitulée The Whirl of the World,.
Elle apparait dans au moins deux films muets, Foolish Monte Carlo (également intitulé The Black Spider) en 1920, et The Dance of the Moods en 1924.
En 1929, elle publie un mémoire, Romantic Reflections.
Lydia Kyasht termine sa carrière de danseuse en 1935.
Après la première Guerre mondiale, elle ouvre une école de ballet à Londres, le « Ballet de la Jeunesse Anglaise ». Elle enseigne aussi à la « Park Lane Dancing School », en 1922. Elle dirige le corps de ballet de la Compagnie d'opéra Carl-Rosa (en) en 1924,.
Pendant la seconde Guerre mondiale, sa troupe de jeunes danseurs, effectue plusieurs tournées et devient le « Lydia Kyasht Russian Ballet » (1939-1946). En 1943, elle met en scène le ballet Katyusha sur la musique de chansons soviétiques.
En 1946, Lydia Kyasht fonde une deuxième école de ballet à Cirencester, le Cirencester Ballet Club. Elle enseigne aussi à l'école de danse du Sadler's Wells Ballet et à l'Académie royale de danse (en) et de 1953 à 1959 à l'école de Nadine Nicolaeva-Legat. Elle continue à enseigner la danse à Phyllis Bedells, sa protégée de sa période à l'Empire Theatre.

## Répertoire
- Teresa, dans La Halte de cavalerie, musique de Johann Armsheimer.
- Tsar Maiden, dans Le Petit Cheval bossu, chorégraphie d'Arthur Saint-Léon, musique de Cesare Pugni.
- Paquita en 1902 avec les ballets russes[9].
- La Vigne, chorégraphie de Michel Fokine, musique d'Anton Rubinstein, 1906, au théâtre Mariinsky[20].
- La Ville, dans Les Saisons, musique d'Alexander Glazunov, 28 janvier 1907.
- Swanilda, dans Coppelia, musique de Leo Delibes, 1908, à l'Empire Theatre à Londres[21],[11].
- La princesse Florine et la fée des diamants, dans La Belle au bois dormant, chorégraphie de Marius Petipa, musique de Tchaïkovski, 1908.
- Lisa, dans La Précaution inutile, musique de Peter Ludwig Hertel.
- Natalia, dans Round The World, ballet de Newnham-Davis, 12 octobre 1909, à l'Empire Theatre à Londres[22],[21].
- La Belle au bois dormant, 1910, à l'Empire Theatre[5].
- Mimi, dans The Dancing Master, de C.Wilhelm, adaptation de The Débutante, juillet 1910, à l'Empire Theatre[5],[21].
- Javotte, ballet de Jean Louis Croze, musique de Saint-Saëns, 1910, à l'Empire Theatre [23].
- Léontine, dans Ship Ahoy !, de C.Wilhelm, chorégraphie de Fred Farren, musique de Cuthbert Clarke, mars 1911, à l'Empire Theatre[24],[21].
- Sylvia, dans Sylvia, adaptation de C.Wilhem, musique de Leo Delibes, 18 mai 1911, à l'Empire Theatre [8],[25],[21].
- New York, 1912  à l'Empire Theatre[26],[27]
- L'Oiseau d'Or avec Vaslav Nijinski, en aout 1912, avec les ballets russes, au théâtre du casino de Deauville[e],[10].
- Le Spectre de la Rose avec Vaslav Nijinski, en aout 1912, au théâtre du casino de Deauville[10].
- Les Sylphydes avec Vaslav Nijinski, en aout 1912, au théâtre du casino de Deauville[10].
- Le Festin, en aout 1912, au théâtre du casino de Deauville[28]
- The " Spirit of the Wheatsheaf" dans The Reaper's Dream, musique de Tchaïkovski et Leo Delibes, le 11 février 1913, à l'Empire Theatre[21].
- La Naïde dans The Water Nymph, chorégraphie de Lydia Kyasht, musique de Pouney, 2 avril 1913[21],[29].
- Olga dans First Love, chorégraphie de Lydia Kyasht, musique de Glinka, 24 septembre 1913[29].
- Titania, reine des fées, dans Titania, de Lydia Kyasht et C.Wilhelm, d'après Le Songe d'une nuit d'été, musique de Felix Mendelssohn et Alphonse Clarke, le 4 octobre 1913, à l'Empire Theatre[21].
- La Bacchanale de Samson et Dalila, le 12 octobre 1913, au Coliseum Theatre[30].
- La Fille mal gardée  en 1917 au Coliseum Theatre[6].

## Vie privée
Lydia Kyaksht épouse le colonel  Alexis A. Ragosin, un officier de Saint-Pétersbourg. Leur fille Lydia Kyasht Jr. est également danseuse et chorégraphe, et a hérité du rôle de sa mère en tant que directrice du Cirencester Dance Club.
Lydia Kyaksht devient veuve en 1954, et décède en 1959, à l'âge de 72 ans. Les documents relatifs à sa compagnie de ballet sont archivés dans la collection Théâtre et Spectacle du Victoria and Albert Museum.